# Himerta rubiginosa
Himerta rubiginosa là một loài tò vò trong họ Ichneumonidae.